# Route nationale 478
Pour les articles homonymes, voir Route 478.
La route nationale 478, ou RN 478, était une route nationale française reliant Urçay (sur la RD 2144) à Luzy.
À la suite de la réforme de 1972, la RN 478 a été déclassée en RD 978A d'Urçay à Decize, le reste du tracé étant devenu la RN 81. Le décret du 5 décembre 2005 a entraîné le transfert de cette dernière au département de la Nièvre sous le nom de RD 981.

## Ancien tracé d’Urçay à Decize (D 978A)
- Urçay (km 0)
- Lurcy-Lévis (km 31)
- Neure
- Le Veurdre (km 40)
- Livry (km 44)
- Saint-Pierre-le-Moûtier (km 48)
- Azy-le-Vif (km 58)
- Neuville-lès-Decize
- Saint-Germain-Chassenay
- Decize (km 79)

## Ancien tracé de Decize à Luzy (D 981)
- Decize (km 79)
- Fours (km 101)
- Lanty (km 111)
- Luzy (km 123)

## Sites remarquables
- Forêt de Tronçais